# اسلام‌آباد (نجف‌آباد)
اسلام‌آباد، روستایی از توابع بخش مرکزی شهرستان نجف‌آباد در استان اصفهان ایران است.

## جمعیت
این روستا در دهستان صفائیه قرار دارد و براساس سرشماری مرکز آمار ایران در سال ۱۳۸۵، جمعیت آن ۸۷۲ نفر (۲۳۷خانوار) بوده‌است.